# Escuela de Mandarines
Escuela de Mandarines es una novela del autor murciano Miguel Espinosa, quizá la de mayor prestigio del autor, en la que trata con espíritu heterodoxo e hiperbólico un mundo férreo e implacable: la Feliz Gobernación y su rígida estructura social.

## Gestación e historia editorial
El autor comenzó esta obra comenzó en sus tiempos universitarios, a mediados de los años cuarenta, y de la que los críticos conocen "tres encarnaciones" antes de su fijación definitiva, en 1974, cuando fue publicada por la editorial barcelonesa Libros de la Frontera, lo que le valdría ser premiado al año siguiente en la convocatoria de los premios Ciutat de Barcelona, en la categoría de literatura castellana. El libro está dedicado a su amante Mercedes Rodríguez García
La obra ha sido reimpresa o reeditada con frecuencia, por editoriales como Alfaguara, Ediciones de la Torre, La Fea Burguesía y la Editora Regional de Murcia, entre otras. La segunda y tercera edición son de 1983, la cuarta de 1987, quinta y sexta en 1992, coincidiendo con los fastos de la Expo 92. Será ya en 2001 cuando alcance su séptima, la octava en 2006, novena en 2018. La décima edición, por la editorial El Eremita en 2021, en su colección El candil, a cargo de María del Carmen Carrión y Juan Espinosa, cuenta con abundante material anexo complementario y con la versión digital en acceso abierto.

## Argumento
La novela se desarrolla en 72 capítulos. La obra se presenta así: "Hace milenios de milenios existía un famoso Estado, llamado Feliz Gobernación, aunque, en verdad, la dicha sólo pertenecía allí a unos pocos… Seis castas formaban el suceso: unos mandarines; unos legos, auxiliares de aquéllos; unos becarios, aspirantes al mandarinazgo; unos alcaldes, lacayos rurales del Poder; unos hombres de estaca, también apodados soldados, y un Pueblo. Por encima de las castas reinaban un Gran Padre Mandarín y un Conciliador, generalmente Dictador.". Al inicio presenta una extensa lista de personajes, con mención a las páginas en las que aparecen. Es característico de esta obra que la trama se desarrolle también entre las abundantes  notas a final de capítulo.
En parte se la considera novela de campus, por las referencias al sistema de castas de la universidad de la etapa franquista, en la que Espinosa fue efímeramente profesor, pero su mundo imaginario, que narra el viaje del Eremita a través de un paisaje sembrado de corrupción, castas y alucinaciones, tratadas con ironía y tonos disparatados.

## Repercusión posterior
La obra ha sido descrita como una "feroz embestida de Espinosa contra la burguesía española de una época dilatada más allá de la mitad del siglo" y ha provocado un reguero constante de estudios e interés académico. La conocidísima columna del periodista Ángel Montiel en el periódico La Opinión de Murcia toma su nombre del universo narrativo de esta obra. Una de las tres líneas del Certamen Literario Albaraca del Ayuntamiento de Caravaca de la Cruz, es el Premio infantil y juvenil ‘Escuela de Mandarines’.